# 聖保羅堂 (香港)

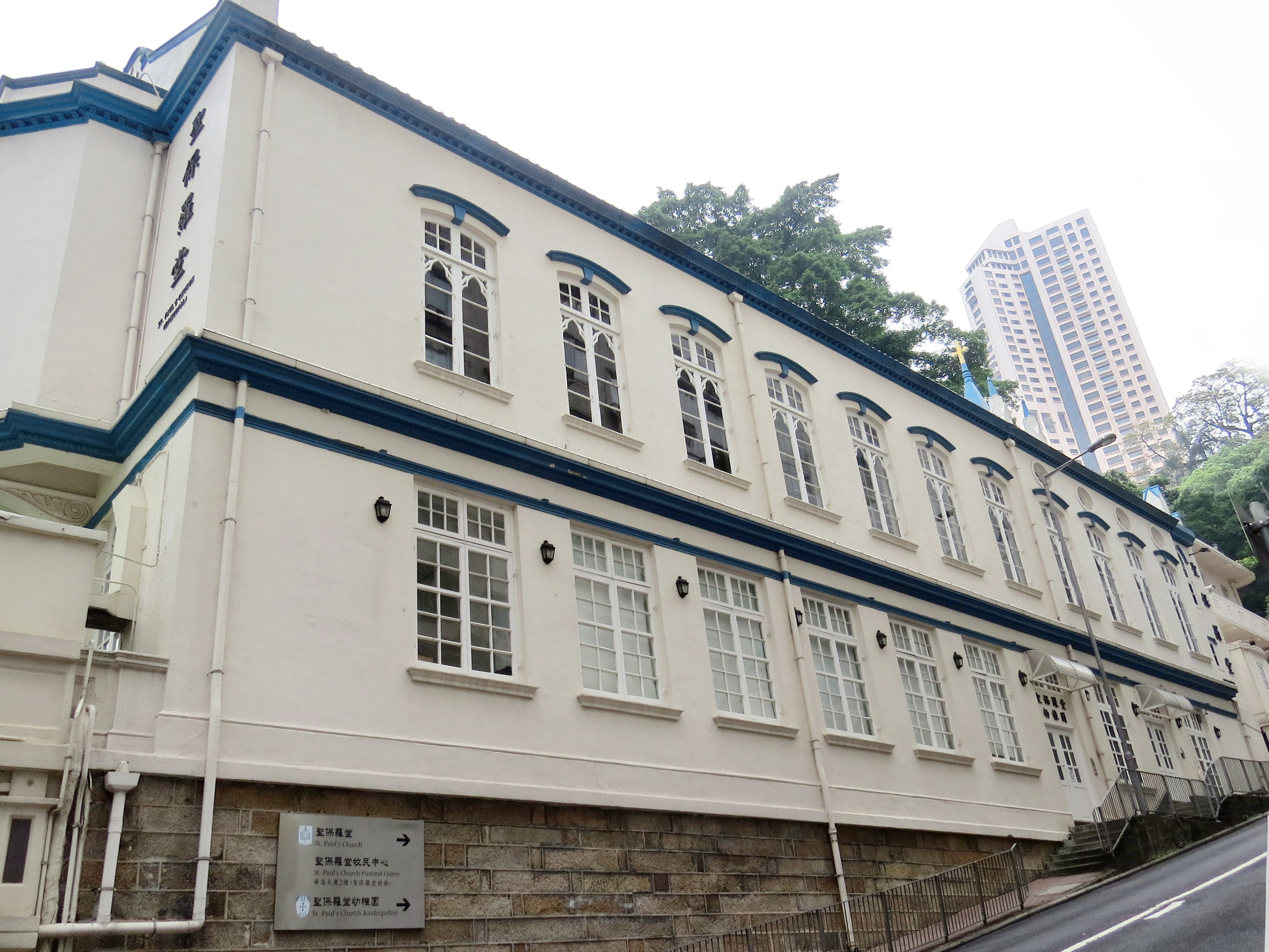
聖保羅堂，前方道路為己連拿利。

聖保羅堂（英語：St. Paul's Church）於1911年創立，位於香港中環己連拿利1號（鐵崗），是香港聖公會香港島教區的教堂，也是香港聖公會建築群的一部份。

## 歷史
1909年林護、黃茂林、李維楨及史超域牧師商議組織堂會，並於中環興建禮拜堂。首先借用會督府的小禮拜堂作為主日崇拜，再與聖保羅書院合作建一樓宇，上層為禮拜堂，下層為書院課室，1911年10月28日新堂落成開幕。
1919年港府應允撥地擴充教堂。1928年聖保羅堂成為一牧區直轄會督。1934年獲何明華會督之助，港府再撥地，教堂加長40尺，並加建閣樓及牧師住宅，1935年新堂落成，莫壽增到堂施行按手禮及聖餐。
第二次世界大戰日治時期教堂被日軍佔用為憲兵講習所。大戰結束，日軍將教堂交還聖保羅堂，1945年9月2日舉行獻堂禮。1950年撥款補償聖保羅書院，作為購買「伍廷芳堂」之建築費，改建為聖保羅堂副堂。1971年聖保羅堂創立六十週年紀念，將「牧師樓」改名為「雪卿樓」，作為聖品辦公及會議交際之所。
1990年聘請建築師統籌修葺工程，重新繪製圖則，辦公室設備全面電腦化。1991年聖保羅堂八十週年堂慶，主題為：「強化培育，克盡使命」。教堂將聖壇移前，加彩色玻璃，二樓部份改建成嬰兒室。1993年1月奉獻重修聖堂聖餐崇拜。
2001年1月聖保羅堂九十周年堂慶出發典禮，10月「聖保羅堂牧民中心」開幕。

## 聖保羅堂幼稚園
聖保羅堂幼稚園為聖保羅堂創辦之非牟利幼稚園，創校於1950年，位於伍庭芳聖保羅堂，初名「提多幼稚園」，於1969年易名為聖保羅堂幼稚園。

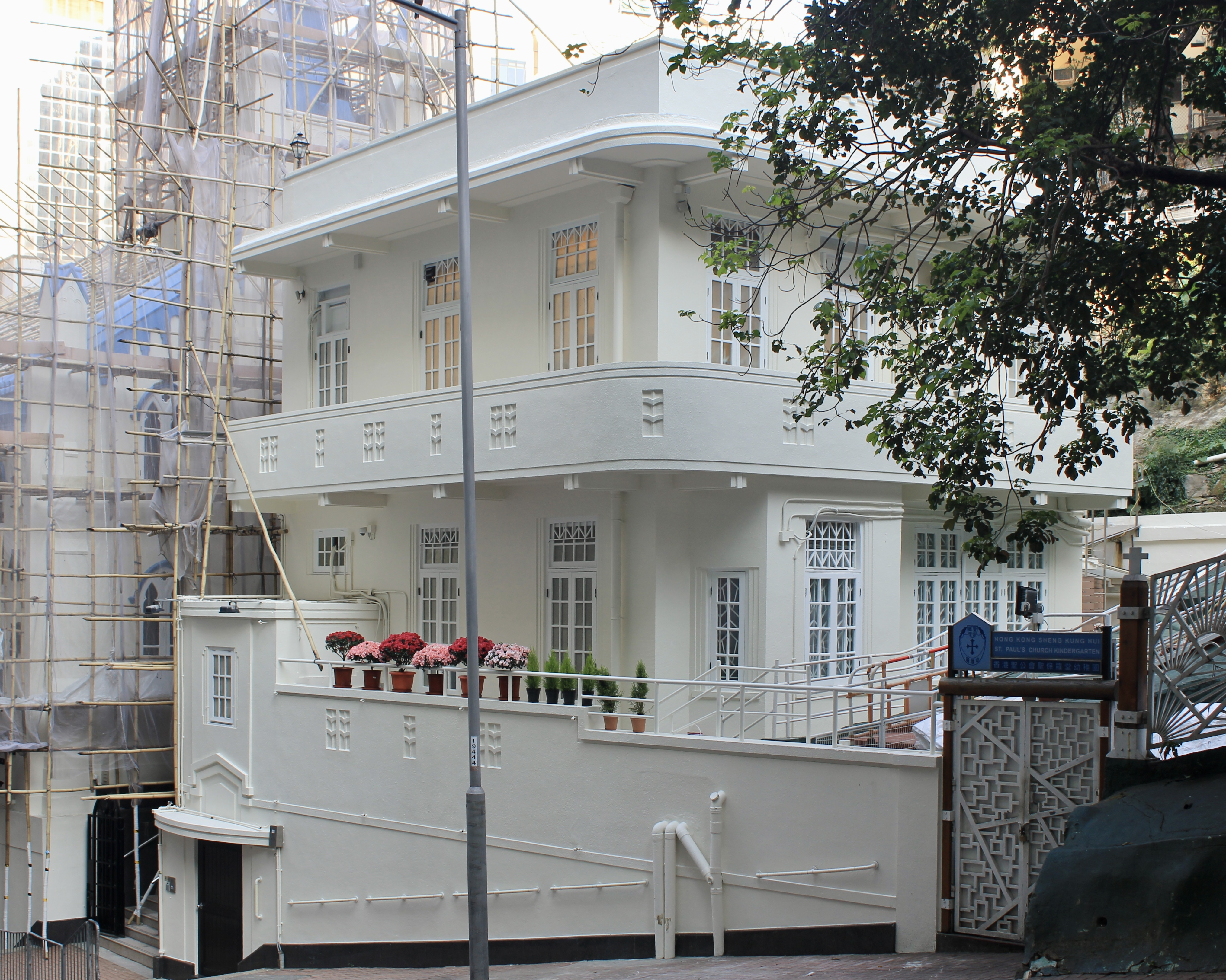
聖保羅堂幼稚園

## 外部連結
- 聖保羅堂 （页面存档备份，存于）
- 康文署：中西區文物徑